# Luca Vildoza
Luca Vildoza (ur. 11 sierpnia 1995 w Quilmes) – argentyński koszykarz, występujący na pozycjach rozgrywającego lub rzucającego obrońcy, reprezentant kraju, od 2023 zawodnik Panathinaikosu Ateny.
6 maja 2021 zawarł umowę do końca sezonu z New York Knicks. 3 października opuścił klub. 6 kwietnia 2022 podpisał kontrakt do końca sezonu z Milwaukee Bucks. 26 czerwca 2023 został zawodnikiem greckiego Panathinaikosu Ateny.

## Osiągnięcia
Stan na 18 października 2023, na podstawie, o ile nie zaznaczono inaczej.
Drużynowe
- Mistrz:
  - Hiszpanii (2020)
  - Serbii (2023)
- Wicemistrz Hiszpanii (2018)
- Zdobywca:
  - Pucharu Serbii (2023)
  - Superpucharu Grecji (2023)
- Finalista Superpucharu Hiszpanii (2018)
- Uczestnik rozgrywek międzynarodowych:
  - Euroligi (2017–2021)
  - Ligi Koszykówki Ameryki Południowej (20142015, 2016/2017)

Indywidualne
- MVP finałów Ligi Endesa (2020)
- Lider ligi hiszpańskiej w przechwytach (1,5 – 2019, 1,6 – 2021)[9]

Reprezentacja
- Mistrz igrzysk:
  - panamerykańskich (2019)
  - Ameryki Południowej (2014)
- Wicemistrz:
  - świata (2019)
  - Ameryki (2017)
- Uczestnik:
  - igrzysk panamerykańskich (2015 – 5. miejsce, 2019)
  - mistrzostw:
    - Ameryki Południowej (2016 – 4. miejsce)
    - świata U–17 (2012 – 6. miejsce)